# Tremors 3: Back to Perfection
Tremors 3: Back to Perfection é um filme de terror de 2001 que foi lançado diretamente em vídeo e dirigido por Brent Maddock, e o terceiro capítulo da série Tremors que apresenta vermes apelidados de "Graboids". É uma sequência de Tremors 2: Aftershocks. Michael Gross, Charlotte Stewart, Ariana Richards, Tony Genaro, e Robert Jayne reprisam seus papéis do primeiro filme.

## Elenco
| Atores                     | Personagens          |
| -------------------------- | -------------------- |
| Michael Gross              | Burt Gummer          |
| Shawn Christian            | "Desert" Jack Sawyer |
| Susan Chuang               | Jodi Chang           |
| Charlotte Stewart          | Nancy Sterngood      |
| Ariana Richards            | Mindy Sterngood      |
| Tony Genaro                | Miguel               |
| Robert Jayne(Bobby Jacoby) | Melvin Plug          |
| Barry Livingston           | Dr. Merliss          |
| Tom Everett                | Agente Frank Statler |
| John Pappas                | Agente Charlie Rusk  |
| Billy Rieck                | Buford               |

## Produção
Em Tremors 3 alguns dos graboids foram criados utilizando imagens geradas por computador (CGI), e é a primeira vez que um filme Tremors usa CGI para fazer uma grabóide. Os Graboids visto nos filmes anteriores eram bonecos de tamanho normal e um quarto miniaturas em escala. Alguns dos shriekers vistos em Tremors 3 também foram CGI, bem como alguns dos shriekers vistos no segundo filme.  No entanto, devido a problemas de compatibilidade de software, o shrieker de CGI do segundo filme  não poderia ser utilizado novamente. Em vez disso, os novos modelos digitais foram criadas por produções HimAnI usando varreduras a laser de modelos físicos existentes, que foram utilizados no segundo filme, criado pela Amalgamated Dynamics.

## Recepção
Tremors 3: Back to Perfection detém uma classificação de "fresco" de 67% no Rotten Tomatoes baseado em 6 avaliações. Na Video Premiere Awards, em 2001, Michael Gross ganhou o prêmio de melhor ator, por seu trabalho em Tremors 3.
É bom voltar a esta comunidade, e os atores mantêm a sua sagacidade e brilho. Os valores de produção são substancialmente mais baixos, algumas das piadas são reciclados, e o grand finale é medíocre, mas ainda há um afeto subjacente para esses personagens, mesmo aqueles doggone wormies, e sua situação precária. Ao todo, tomado por aquilo que ele é, Tremors 3 vale a pena uma olhada.Original {{{{{língua}}}}}: — AMC Movie Guide